# Гассвілл (Арканзас)
Гассвілл (англ. Gassville) — місто (англ. city) в США, в окрузі Бекстер штату Арканзас. Населення — 2171 особа (2020).

## Географія
Гассвілл розташований за координатами 36°17′6″ пн. ш. 92°29′12″ зх. д. / 36.28500° пн. ш. 92.48667° зх. д. (36.284930, -92.486717).  За даними Бюро перепису населення США в 2010 році місто мало площу 8,85 км², уся площа — суходіл.

## Демографія
Згідно з переписом 2010 року, у місті мешкало 2078 осіб у 808 домогосподарствах у складі 557 родин. Густота населення становила 235 осіб/км².  Було 872 помешкання (99/км²). 
Расовий склад населення:
| - 95,8 % — білих - 0,6 % — азіатів - 0,5 % — корінних американців - 1,2 % — осіб інших рас |

До двох чи більше рас належало 1,9 %. Іспаномовні складали 2,3 % від усіх жителів.
За віковим діапазоном населення розподілялося таким чином: 25,0 % — особи молодші 18 років, 57,9 % — особи у віці 18—64 років, 17,1 % — особи у віці 65 років та старші. Медіана віку мешканця становила 38,3 року. На 100 осіб жіночої статі у місті припадало 88,4 чоловіків;  на 100 жінок у віці від 18 років та старших — 82,6 чоловіків також старших 18 років.
Середній дохід на одне домашнє господарство  становив 39 430 доларів США (медіана — 33 500), а середній дохід на одну сім'ю — 45 216 доларів (медіана — 40 250). Медіана доходів становила 28 578 доларів для чоловіків та 20 972 долари для жінок. За межею бідності перебувало 21,9 % осіб, у тому числі 33,7 % дітей у віці до 18 років та 9,7 % осіб у віці 65 років та старших.
Цивільне працевлаштоване населення становило 926 осіб. Основні галузі зайнятості: виробництво — 29,5 %, освіта, охорона здоров'я та соціальна допомога — 17,4 %, роздрібна торгівля — 16,0 %.